# 托隆邦
26°12′S 65°55′W / 26.200°S 65.917°W

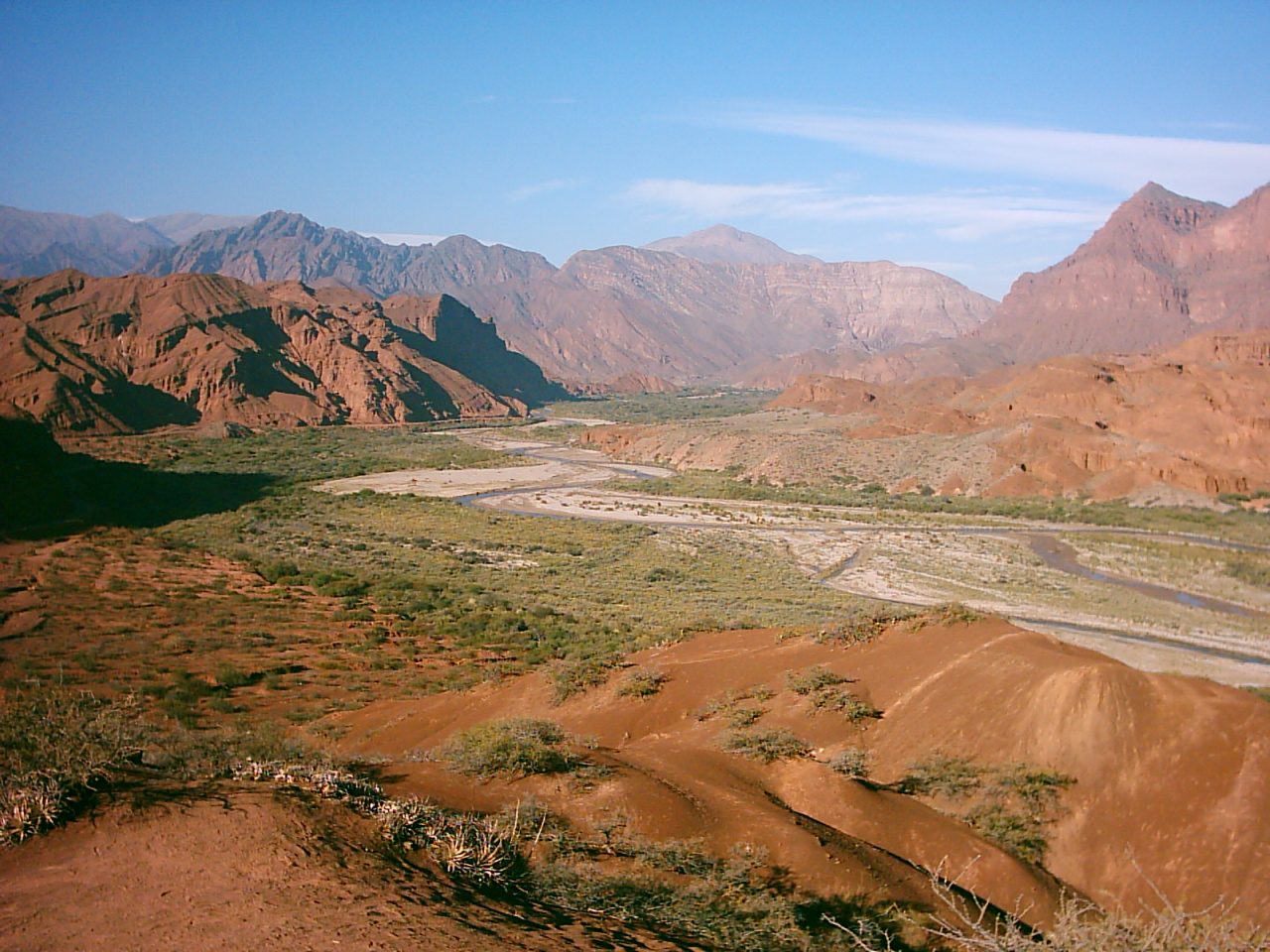
托隆邦

托隆邦（西班牙語：Tolombón），是阿根廷的城鎮，位於該國西北面薩爾塔省的卡法亞特縣，處於卡法亞特以南14公里，海拔高度1,590米，該地區的地震活動頻繁和低強度，2001年人口255。